# Lithium-jern-fosfat-akkumulator
Lithium-jern-fosfat-akkumulatoren (også set som LFP, LiFePO4, LiFe-akkumulator) er en type af akkumulatorer, specifikt en lithium-ion-akkumulator, der benytter LiFePO4 som katodemateriale.
LiFePO4 celler kan have højere aflade strømme, meget hurtig ladetider, høj energitæthed og eksploderer ikke under ekstreme betingelser, men har lavere spænding og lavere start energitæthed end de normale Li-ion celler. Bemærk venligst følgende sammenligning med de normale Li-ion celler:
- efter 1 års brug har LiFePO4 typisk samme energitæthed
- efter mere end 1 års brug har LiFePO4 højere energitæthed

Grunden er at LiFePO4 celler taber deres kapacitet langsommere end de normale Li-ion celler (kobolt eller mangan spinel baserede Lithium-ion-polymer-akkumulator eller Lithium-ion-akkumulator.

## Historie
LiFePO4 blev opdaget af John B. Goodenough's forskningsgruppe ved University of Texas i 1997
 som et katodemateriale til genopladelige lithium-batterier. På grund af dets lave pris, ikke-giftighed, høj tilgængelighed af jern, dets fremragende termiske stabilitet, sikkerhedskarateristikker, gode elektrokemiske ydelse – og høje specifikke kapacitet (170 mA·h/g) har cellen høstet rimelig accept.

## Specifikationer
- Cellespænding = Min afladespænding = 2,8V Arbejdsspænding = 3,0V til 3,3V Max ladespænding = 3,6V.
- Volume Energitæthed = 220 Wh/L
- Gravimetrisk energítæthed = 90 Wh/kg[11]
- Deep cycle liv = ? (Antal af Deep cycles til 66% af kapaciteten)
- 80% Cycle liv = 2000 (Antal af cycles med afladning til 80% af målt kapacitet)
- Katodesammensætning (vægt)
  - 90% C-LiFePO4, grade Phos-Dev-12
  - 5% Carbon EBN-10-10 (Superior Graphite)
  - 5% PVDF
- Celle konfiguration
  - Carbon-belagt aluminium strøm samler 15
  - 1.54 cm2 katode
  - Elektrolyt: EC-DMC 1-1 LiClO4 1M
  - Anode: Metallisk lithium
- Eksperimentelle betingelser:
  - Rumtemperatur
  - Spændingsgrænser: 2,5 – 4,2V
  - Ladning: C/4 op til 4,2V, så potentiostatisk ved 4,2V indtil I <C/24

## Sikkerhed
LiFePO4 er et betydeligt sikrere katodemateriale end LiCoO2 og mangan-spinel. Fe-P-O bindingen er stærkere end Co-O bindingen, så når LiFePO4-cellen bliver misbrugt, (kortsluttet, overvarm, osv.) er oxygen atomerne meget sværere at fjerne. Kun under ekstrem opvarmning (generelt over 800 °C) bryder cellen ned, hvilket hindrer thermal runaway som LiCoO2 er tilbøjelig til.
Se følgende videos viste LiFePO4 sikkerhedsaspekter sammenlignet traditionelle Lithium-akkumulatorer.